# Lipazy
Lipazy – grupa enzymów należących do hydrolaz. Hydrolazy wykazują niewielką specyficzność i katalizują rozkład estrów, utworzonych przez kwasy o krótkim i długim łańcuchu, nasycone i nienasycone, oraz alkohole mające łańcuch krótki lub długi, jedno- lub wielowodorotlenowe. Najważniejszą z nich jest lipaza trzustkowa (EC 3.1.1.3).

## Rodzaje lipaz
- lipaza językowa (lipaza kwasostabilna)
- lipaza żołądkowa
- lipaza wątrobowa
- lipaza trzustkowa
- lipaza jelitowa
- lipaza lipoproteinowa
- lipaza hormonowrażliwa
- esteraza cholesterolowa
- fosfolipazy (A-D)
- sfingomielinazy